# 249P/LINEAR
249P/LINEAR, komet Jupiterove obitelji, objekt blizu Zemlji